# تكنولوجيا المستقبل
تتضمن الموضوعات المتعلقة بالتكنولوجيا المستقبلية جوانب متعددة منها:
- التقنيات الناشئة، التقنيات التي يُنظر إليها على أنها قادرة على تغيير الوضع الراهن
- دراسات المستقبل (وتسمى أيضًا علم المستقبل)، دراسة افتراضات المستقبل الممكنة والمحتملة والمفضلة والنظرة العالمية والأساطير التي تكمن وراءها
- تكنولوجيا افتراضية [الإنجليزية]، تكنولوجيا غير موجودة بعد، ولكن من الممكن أن توجد في المستقبل
- التنبؤ بالتكنولوجيا [الإنجليزية]، يحاول التنبؤ بالخصائص المستقبلية للآلات أو الإجراءات أو التقنيات التكنولوجية المفيدة